# Seznam vítězů ženské čtyřhry na MS ve stolním tenise
Seznam vítězů ženské čtyřhry na MS ve stolním tenise uvádí přehled ženských dvojic, které získaly medaile na Mistrovstvích světa ve stolním tenise.

## Ženská čtyřhra
Mistrovství světa ve stolním tenisu se hraje od roku 1957 každé dva roky, do té doby každý rok s přestávkou v době druhé světové války.
V roce 2004 se od mistrovství světa oddělilo mistrovství světa družstev, které se nadále má konat v sudých letech (tj. střídavě s klasickým mistrovstvím světa jednotlivců a dvojic).
| Rok a místo         | Zlato                                            | Stříbro                                            | Bronz                                                                                  |
| ------------------- | ------------------------------------------------ | -------------------------------------------------- | -------------------------------------------------------------------------------------- |
| MS 1926 Londýn      | -                                                | -                                                  | -                                                                                      |
| MS 1928 Stockholm   | Fanchette Flamm Mária Mednyánszky                | Doris Evans-Gubbins Brenda Sommerville             | Joan Ingram Winifred Land                                                              |
| MS 1929 Budapešť    | Erika Metzger Mona Rüster                        | Fanchette Flamm Trude Wildam                       | Mária Mednyánszky Anna Sipos Ilona Zador Magda Gal                                     |
| MS 1930 Berlín      | Mária Mednyánszky Anna Sipos                     | Magda Gal Marta Komaromi                           | Josefine Kolbe Etta Neumann Helly Reitzer Trude Wildam                                 |
| MS 1931 Budapešť    | Mária Mednyánszky Anna Sipos                     | Magda Gal Lili Tiszai-Tenner                       | Lili Forbathi Helly Reitzer Mona Müller-Rüster, Marie Smidová-Masaková                 |
| MS 1932 Praha       | Mária Mednyánszky Anna Sipos                     | Anna Braunová Marie Smidová-Masaková               | Berta Zdobnicka Vera Pavlasková Anita Felguth-Denker Magda Gal                         |
| MS 1933 Baden       | Mária Mednyánszky Anna Sipos                     | Magda Gal Emiline Racz                             | Jozka Veselska Marie Walterová Anita Felguth-Denker Annemarie Schulz                   |
| MS 1934 Paříž       | Mária Mednyánszky Anna Sipos                     | Anita Felguth-Denker Astrid Horn-Hobohm-Krebsbach  | Marie Kettnerová Marie Smidová-Masaková Hilde Bussmann Magda Gal                       |
| MS 1935 Londýn      | Mária Mednyánszky Anna Sipos                     | Marie Kettnerová Marie Smidová-Masaková            | L. Booker Hilde Bussmann Anita Felguth-Denker Astrid Horn-Hobohm-Krebsbach             |
| MS 1936 Praha       | Marie Kettnerová Marie Smidová-Masaková          | Vlasta Depetrisová Vera Votrubcová                 | Mária Mednyánszky Magda Gal Ruth Aarons-Hughes Jessie Purves                           |
| MS 1937 Baden       | Vlasta Depetrisová Vera Votrubcová               | Margaret Knott-Osborne Wendy Woodhead              | Marie Kettnerová Annemarie Schulz Lilian Hutchings Stefanie Werle                      |
| MS 1938 Londýn      | Vlasta Depetrisová Vera Votrubcová               | Dora Beregi Ido Ferenczy                           | Dora Emdin Phylis Hodgkinson Doris Jordan Margaret Knott-Osborne                       |
| MS 1939 Káhira      | Hilde Bussmann Trude Pritzi                      | Angelica Rozeanuová Sari Szasz-Kolosvary           | Vera Votrubcová Vlasta Depetrisová Samiha Naili Marie Kettnerová                       |
| MS 1947 Paříž       | Gizella Lantos-Gervai-Farkas Trude Pritzi        | Mae Clouther Mona Monness                          | Mary Detournay-Stevens Josee Wouters Davida Hawthorn Leah Neuberger-Thall              |
| MS 1948 Londýn      | Margaret Franks Vera Thomas                      | Dora Beregi Helen Elliot                           | Leh Neuberger-Thall Thelma Thall Andrey Fowler Irene Lentle                            |
| MS 1949 Stockholm   | Gizella Lantos-Gervai-Farkas Helen Elliot        | Lilian Barnes Joan Crosby                          | Idi Kotková Eliska Krejcová-Furstová Rozsi Karpati Erzsebet Mezei                      |
| MS 1950 Budapešť    | Dora Beregi Helen Elliot                         | Gizella Lantos-Gervai-Farkas Angelica Rozeanuová   | Kveta Hrusková Eliska Krejcová-Furstová Margaret Franks Vera Thomas-Dace               |
| MS 1951 Vídeň       | Diane Rowe Rosaline Rowe                         | Angelica Rozeanuová Sari Szasz-Kolosvary           | Rozsi Karpati Gizella Lantos-Gervai-Farkas Pauline Ickhoff Leah Neuberger-Thall        |
| MS 1952 Bombaj      | Shizuku Norahara Tomie Nishimura                 | Diane Scholer-Rowe Rosalind Rowe                   | Gizella Lantos-Gervai-Farkas Edit Sagi Helen Elliot Ermelinde Rumpler-Wertl            |
| MS 1953 Bukurešť    | Gizella Lantos-Gervai-Farkas Angelica Rozeanuová | Diane Scholer-Rowe Rosalind Rowe                   | Ermelinde Rumpler-Wertl Kathleen Thompson-Best Zsuzsa Javor-Fantusz Edit Sagi          |
| MS 1954 Londýn      | Diane Scholer-Rowe Rosalind Rowe                 | Ann Haydonová Kathleen Thompson-Best               | Gizella Lantos-Gervai-Farkas Angelica Rozeanuová Fujie Eguchi Kiiko Watanabe           |
| MS 1955 Utrecht     | Angelica Rozeanuová Ella Constantinescu-Zeller   | Diane Scholer-Rowe Rosalind Rowe                   | Fujie Eguchi Kiiko Watanabe Yoshiko Tanaka Shizuki Narahara                            |
| MS 1956 Tokio       | Angelica Rozeanuová Ella Constantinescu-Zeller   | Fujie Eguchi Kiiko Watanabe                        | Ann Haydonová Diane Scholer-Rowe Tomie Okada-Okawa Yoshiko Tanaka                      |
| MS 1957 Stockholm   | Livia Mossoczy Ágnes Almási                      | Ann Haydonová Diane Scholer-Rowe                   | Maria Alexandru-Golopenta Ella Constantinescu-Zeller Hellen Elliot Angelica Rozeanuová |
| MS 1959 Dortmund    | Taeko Namba Kazuko Ito-Yamaizumi                 | Fujie Eguchi Kimiyo Matsuzaki                      | Qiu Zhonghui Wang Jian Ann Haydonová Diane Scholer-Rowe                                |
| MS 1961 Peking      | Maria Alexandru-Golopenta Georgita Pitica        | Qiu Zhonghui Sun Meiying                           | Han Yuzhen Hu Keming Liang Lizhen Wang Jian                                            |
| MS 1963 Praha       | Kimiyo Matsuzaki Masako Seki                     | Diane Scholer-Rowe Mary Wright-Shannon             | Qiu Zhonghui Wang Jian Kazuko Ito-Yamaizumi Noriko Yamanaka                            |
| MS 1965 Ljubljana   | Zheng Minzhi Lin Huiqing                         | Masako Seki Noriko Yamanaka                        | Feng Mengya Li Henan Li Li Liang Lizhen                                                |
| MS 1967 Stockholm   | Shaeko Hirota Sachiko Morisawa                   | Naoko Fukazu Noriko Yamanaka                       | Eva Földi-Koczian Erzsebet Jurik-Heirits Swietłana Fiedorowa-Grinberg Zoja Rudnowa     |
| MS 1969 Mnichov     | Swietłana Fiedorowa-Grinberg Zoja Rudnowa        | Maria Alexandru-Golopenta Eleonora Vlaicov-Mihalca | Ilona Voštová-Motlíková Jitka Karliková Choi Hwan-Hwan Choi Jung-Sook                  |
| MS 1971 Nagoja      | Zheng Minzhi Lin Huiqing                         | Mieko Hirano Reiko Sakamoto                        | Miho Hamada Yukiko Kawamorita Setsuko Kobori Yukie Ohzeki                              |
| MS 1973 Sarajevo    | Maria Alexandru-Golopenta Miho Hamada            | Bao Qiu Mei Lin                                    | Beatrix Kishazi Jill Hammersley Tazuko Abe Tomie Edano                                 |
| MS 1975 Kalkata     | Maria Alexandru-Golopenta Shoko Takahashi        | Zhu Xiangyun Mei Lin                               | Jelmira Antonian Tatiana Ferdman Yukie Ohzeki Sachiko Yokota                           |
| MS 1977 Birmingham  | Pak Yong-Ok Yang Ying                            | Zhu Xiangyun Wie Lijie                             | Zhang Li Ge Xinai Kim Soon-Ok Lee Ki-Won                                               |
| MS 1979 Pchjongjang | Zhang Deying Zhang Li                            | Ge Xinai Yan Guili                                 | Song Suk-Li Jong Suk-Ro Erzsebet Plalatinus Gordana Perkučin                           |
| MS 1981 Novi Sad    | Cao Yanhua Zhang Deying                          | Pu Qijuan Tong Ling                                | Huang Junqun Yan Guili An Hae-Sook Hwang Nam-Sook                                      |
| MS 1983 Tokio       | Dai Lili Shen Jianping                           | Geng Lijuan Huang Junqun                           | Cao Yanhua Ni Xialian Pu Qijuan Tong Ling                                              |
| MS 1985 Göteborg    | Dai Lili Geng Lijuan                             | Cao Yanhua Ni Xialian                              | Guan Jianhua Jiao Zhimin Qi Baoxiang Tong Ling                                         |
| MS 1987 Nowe Delhi  | Hyun Jung-Hwa Yang Young-Ja                      | Dai Lili Li Hufen                                  | Jiao Zhimin He Zhili Cho Jong-Hui Li Bun-Hui                                           |
| MS 1989 Dortmund    | Qiao Hong Teng Ja-pching                         | Chen Jing Hu Xiaoxin                               | Gao Junchang Ding Yaping Li Jun Liu Wie                                                |
| MS 1991 Chiba       | Chen Zihe Gao Junchang                           | Teng Ja-pching Qiao Hong                           | Hu Xiaoxin Ding Yaping Li Jun Liu Wie                                                  |
| MS 1993 Göteborg    | Liu Wei Qiao Junping                             | Teng Ja-pching Qiao Hong                           | Gao Junchang Chen Zihe Tan Luichan Po Wachai                                           |
| MS 1995 Tchien-ťin  | Teng Ja-pching Qiao Hong                         | Liu Wei Qiao Junping                               | Wu Na Wang Chen Krisztina Tóth Csilla Batorfi                                          |
| MS 1997 Manchester  | Teng Ja-pching Yang Ying                         | Wang Nan Li Ju                                     | Qiao Junping Wang Hui Cheng Hongxia Po Wachai                                          |
| MS 1999 Eindhoven   | Wang Nan Li Ju                                   | Sun Jin Yang Ying                                  | Čang I-ning Zhang Yingying Park Hae-Jung, Kim Moo-Kyo                                  |
| MS 2001 Ósaka       | Wang Nan Li Ju                                   | Sun Jin Yang Ying                                  | Čang I-ning Zhang Yingying Akiko Takeda Mayu Kishi-Kawagoe                             |
| MS 2003 Paříž       | Wang Nan Čang I-ning                             | Niu Jianfeng Kuo Jüe                               | Li Jia Li Ju Suk Eun-Mi Lee Eun-Sil                                                    |
| MS 2005 Šanghaj     | Wang Nan Čang I-ning                             | Niu Jianfeng Kuo Jüe                               | Bai Yang Kuo Jen Tie Yana Zhang Rui                                                    |
| MS 2007 Zábřeh      | Wang Nan Čang I-ning                             | Kuo Jüe Li Siao-sia                                | Kim Kyung-Ah Park Mi-Young Jia Wei Li Yue Gu Wang                                      |
| MS 2009 Jokohama    | Kuo Jüe Li Siao-sia                              | Ting Ning Kuo Jen                                  | Jiang Huajun Tie Yana Kim Kyung-ah Park Mi-young                                       |
| MS 2011 Rotterdam   | Kuo Jüe Li Siao-sia                              | Ting Ning Kuo Jen                                  | Jiang Huajun Tie Yana Kim Kyung-ah Park Mi-young                                       |
| MS 2013 Paříž       | Kuo Jüe Li Siao-sia                              | Ting Ning Liou Š'-wen                              | Feng Tianwei Yu Mengyu Chen Meng Zhu Yuling                                            |